# Astragalus flexilipes
Astragalus flexilipes är en ärtväxtart som beskrevs av Joseph Friedrich Nicolaus Bornmüller. Astragalus flexilipes ingår i släktet vedlar, och familjen ärtväxter. Inga underarter finns listade i Catalogue of Life.